# Международная географическая олимпиада
Междунаро́дная географи́ческая олимпиа́да (iGeo) — ежегодная международная предметная олимпиада, проводящаяся среди лучших участников национальных олимпиад по географии в возрасте от 16 до 19 лет. Олимпиада состоит из трёх частей: письменный тест, мультимедийный тест и полевой тур, её формат схож с большинством национальных олимпиад по географии, например с форматом заключительного этапа Всероссийской олимпиады. iGeo проверяет преимущественно понимание участниками пространственных связей и процессов, а также умение применить данные знания на практике в хозяйственных целях. Международная географическая олимпиада организуется целевой группой Международного географического союза, места проведения олимпиады обычно совпадают с местами проведения конгрессов или региональных конференций МГС.

## История
В 1994 году на конгрессе Международного географического союза в Праге представители Польши и Нидерландов выдвинули идею о создании международной олимпиады для школьников от 15 до 19 лет. Первая подобная олимпиада состоялась в 1996 году в Гааге с пятью странами-участницами, от каждой из которых выступало по 3 человека. Далее олимпиады проводились раз в два года, и количество участников постоянно росло. В 2010 году в Тайбэе оно впервые превысило 100 человек, кроме того, было принято решение, что с 2012 года олимпиады будут проводиться ежегодно. Успех iGeo привел к появлению многочисленных региональных географических олимпиад:
- Европейская географическая олимпиада (EGEO)
- Азиатско-Тихоокеанская географическая олимпиада (APRGO)
- Центрально-Европейская географическая олимпиада (CERIGEO)
- Балтийская географическая олимпиада (Baltic iGeo)

## Цели олимпиады
Цели Международной географической олимпиады:
- Способствовать продвижению географии.
- Стимулировать взаимопонимание между молодыми людьми из разных стран.
- Стимулировать повышение качества обучения географии во всём мире.

## Все олимпиады
| №  | Год  | Время проведения  | Принимающая страна | Принимающий город | Стран | Участников | Медалей | Абсолютный победитель    | Страна-победитель в командном зачёте |
| -- | ---- | ----------------- | ------------------ | ----------------- | ----- | ---------- | ------- | ------------------------ | ------------------------------------ |
| 1  | 1996 | 4—10 августа      | Нидерланды         | Гаага             | 5     | 15         | 3       | Steven Pattheeuws        | Польша                               |
| 2  | 1998 |                   | Португалия         | Лиссабон          | 5     | 20         | 3       | Katarzyna Kwiecińska     | Польша                               |
| 3  | 2000 | 13—19 августа     | Южная Корея        | Сеул              | 13    | 39         | 3       | Adam Biliński            | Польша                               |
| 4  | 2002 | 2—7 августа       | ЮАР                | Дурбан            | 12    | 36         | 4       | Florin Olteanu           | Румыния                              |
| 5  | 2004 | 5—10 августа      | Польша             | Гданьск           | 16    | 64         | 28      | Maciej Hermanowicz       | Польша                               |
| 6  | 2006 | 28 июня—3 июля    | Австралия          | Брисбен           | 23    | 93         | 46      | Jacek Próchniak          | Польша                               |
| 7  | 2008 | 7—12 августа      | Тунис              | Карфаген          | 24    | 96         | 48      | Barbu Ion Alexandru      | Румыния                              |
| 8  | 2010 | 29 июля—4 августа | Тайвань            | Тайбэй            | 27    | 105        | 53      | Barbu Ion Alexandru      | Сингапур                             |
| 9  | 2012 | 21—26 августа     | Германия           | Кёльн             | 32    | 124        | 62      | Samuel Chua              | Сингапур                             |
| 10 | 2013 | 30 июля—5 августа | Япония             | Киото             | 32    | 126        | 63      | Daniel Xue Wei Wong      | Румыния                              |
| 11 | 2014 | 12—18 августа     | Польша             | Краков            | 36    | 144        | 72      | James Mullen             | Сингапур                             |
| 12 | 2015 | 11—18 августа     | Россия             | Тверь             | 40    | 159        | 78      | Chang-Chin Wang          | Польша                               |
| 13 | 2016 | 16—22 августа     | Китай              | Пекин             | 45    | 173        | 87      | Wuttiput Kiratipaisarl   | Австралия                            |
| 14 | 2017 | 2—8 августа       | Сербия             | Белград           | 41    | 160        | 80      | Victor Vescu             | Польша                               |
| 15 | 2018 | 31 июля—6 августа | Канада             | Квебек            | 43    | 165        | 87      | Alen Kospanov            | Румыния                              |
| 16 | 2019 | 30 июля—5 августа | Гонконг            | Гонконг           | 43    | 166        | 84      | Albert Zhang             | Индонезия                            |
| 17 | 2021 | 10—16 августа     | Турция             | Стамбул (онлайн)  | 46    | 180        | 97      | Rustam Bigildin          | Россия                               |
| 18 | 2022 | 11—18 июля        | Франция            | Париж (онлайн)    | 54    | 216        | 108     | Sanzhar Khamitov         | Сингапур                             |
| 19 | 2023 | 8—14 августа      | Индонезия          | Бандунг           | 46    | 177        | 90      | Passakarn Leewongcharoen | Румыния                              |
| 20 | 2024 | 19-24 августа     | Ирландия           | Дублин            | 46    | 183        | 92      | David-Mihai Dumitrescu   | США                                  |
| 21 | 2025 | 26-31 июль        | Таиланд            | Бангкок           | 47    | 179        |         | Mikalai Misiyuk          | Литва                                |
| 22 | 2026 |                   | Турция             | Стамбул           |       |            |         |                          |                                      |
| 23 | 2027 |                   | Латвия             | Елгава            |       |            |         |                          |                                      |
| 24 | 2028 |                   | Австралия          | Мельбурн          |       |            |         |                          |                                      |

## Участвующие страны
Страны, команды которых принимали участие хотя бы в одной из олимпиад:
| - Австралия - Азербайджан - Аргентина - Армения - Беларусь - Бельгия - Болгария - Боливия - Босния и Герцеговина - Бразилия - Великобритания - Венгрия - Германия - Гонконг - Дания | - Израиль - Индия - Индонезия - Казахстан - Канада - Кипр - Китай - Латвия - Литва - Макао - Мексика - Монголия - Нигерия - Нидерланды - Новая Зеландия | - Пакистан - Польша - Португалия - Республика Корея - Россия - Румыния - Саудовская Аравия - Сербия - Сингапур - Словакия - Словения - США - Таджикистан - Таиланд - Тайвань | - Тунис - Турция - Филиппины - Финляндия - Франция - Хорватия - Черногория - Чехия - Швейцария - Эстония - ЮАР - Япония - Кыргызстан |

Страны, присылавшие наблюдателей:

| - Иран - Кыргызстан - Малайзия |

Страны, заявившие об участии в будущих олимпиадах:

| - Кыргызстан - Малайзия - Туркменистан - Шри-Ланка |

## Рейтинг сильнейших команд по результатам iGeo-2017
| - Польша - Румыния - США - Литва - Россия - Китай - Беларусь - Латвия - Тайвань - Хорватия |